# Раздел в Трипарадисе
Раздел в Трипарадисе — соглашение о разделении власти, заключённое в Трипарадисе в 321 году до н. э. между полководцами (диадохами) Александра Великого, в котором они назвали нового регента и устроили передел сатрапий империи Александра между собой. Это был второй раздел империи Александра Македонского после Вавилонского.
В 323 году до н. э. Александр внезапно умер, оставив огромную империю, включавшую в себя значительную часть Балканского полуострова, бассейн Эгейского моря и огромные территории в Азии. После смерти Александра его будущие малолетние дети (у Роксаны вскоре должен был родиться ребёнок) не могли взять на себя управление империей, и сразу же встал вопрос о преемственности власти. Эти разногласия перешли в вооружённое столкновение, результатом которых явилось соглашение между пехотой и гетайрами: царём признавался слабоумный Арридей, который к тому времени был женат на Эвридике. Было принято решение, что если у Роксаны родится сын, то он тоже будет признан царём. Регентом империи стал Пердикка.
Пердикка поставил целью всемерно укреплять свою власть и сделать её неограниченной, для чего ему пришлось бы ограничить власть сатрапов провинций.
В начале весны 321 года до н. э. Пердикка с войском и флотом выступил против Египта, начав тем самым первую войну диадохов. После неудач воины и военачальники регента подняли открытый бунт, отказавшись повиноваться, а командир гетайров Селевк и военачальник аргираспидов Антиген, ворвавшись в шатёр Пердикки, убили его. Войско снова собралось на суд, на котором преданные Пердикке военачальники были приговорены к смерти. К Антигону на Кипр и Антипатру в Сирию были направлены вестники с приказом явиться в Трипарадис.

## Соглашение
Диадохи, собравшись в Трипарадисе, частично перераспределили территории империи:
- Птолемей сохранил за собой Египет, Киренаику, часть Аравии, а также ему было гарантировано обладание всеми землями, которые он завоюет к западу от своих владений (подразумевался Карфаген).
- Антипатр продолжал властвовать над европейскими землями империи.
- Антигон получал обратно Великую Фригию и Ликию с некоторыми прилежащими землями.
- Асандру возвращалась Кария[фр.].
- Лаомедон с Лесбоса продолжал править Сирией.
- Филоксену была оставлена Киликия[фр.].
- Амфимаху достались отобранные у прежнего сатрапа Месопотамия и Арбелитида.
- Антиген (предводитель аргираспидов) получил Сузиану.
- Стасанор — Бактрию[фр.] и Согдиану[фр.].
- Сибиртий сохранил в своём правлении Арахозию и Гедросию[фр.].
- Селевк — Вавилонию[фр.].
- Пифон сохранил за собой Мидию[порт.].
- Филипп получил Парфию[фр.].
- Певкест сохранил Персиду[фр.].
- Клит получил Лидию[кат.].
- Тлеполем сохранил Карманию.

Каппадокия, которая была во власти Эвмена, получила новую власть в лице Никанора. Остальные сатрапии в целом остались в руках прежних правителей.